# Niphona chapaensis
Niphona chapaensis es una especie de escarabajo longicornio del género Niphona, tribu Pteropliini, subfamilia Lamiinae. Fue descrita científicamente por Pic en 1936.

## Descripción
Mide 12 milímetros de longitud.

## Distribución
Se distribuye por Vietnam.